# Ruby Remati
Ruby Remati (Sydney, 14 de agosto de 2002) é uma nadadora artística estadunidense.

## Carreira
Remati nasceu em Sydney, Austrália, mas cresceu em Andover, Massachusetts, Estados Unidos. Ela começou a nadar muito jovem e descobriu a natação sincronizada aos cinco anos. Ela lembrou que no YMCA local, "eu vi uma competição acontecendo na piscina principal e vi todos esses trajes brilhantes e alguém voando no ar. Eu me virei para meu pai e disse: 'Eu quero fazer isso. Eu quero usar um traje brilhante.' Ele disse, 'Você quer nadar.' Eu disse, 'Não, eu só quero o traje brilhante.' Eventualmente, eu comecei a querer fazer a parte da natação."
Remati se juntou ao clube de natação sincronizada ANA em Andover no final daquele ano. Ela foi treinada pela medalhista dos Jogos Pan-Americanos Leah Pinette e aos 11 anos, ela fez parte da seleção dos EUA para sua faixa etária. Em 2014, ela foi membro da equipe que ganhou o ouro na categoria 12 e menores no Campeonato Pan-Americano de Natação Sincronizada da UANA. Ela se mudou para a Califórnia quando tinha 14 anos para treinar em tempo integral no esporte. Ela ganhou o campeonato nacional dos EUA em natação artística solo e figuras em 2016 e 2017. Emparelhado com Anita Alvarez, ela ganhou duas medalhas de bronze no Aberto da China de 2018.
Remati competiu nos Jogos Pan-Americanos de 2019 e ganhou duas medalhas de bronze. Ela ganhou o bronze no evento Aberto da França de 2020. Ela foi um membro da equipe dos EUA que perdeu por pouco a qualificação para as Olimpíadas de Verão de 2020, perdendo por uma fração de ponto. Os EUA se classificaram no dueto, com Remati sendo uma substituta no torneio de qualificação, embora ela não tenha competido nas Olimpíadas. Em 2021, ela competiu no FINA Artistic Swimming World Series, ficando em quarto lugar em dois eventos de equipe e em quinto no dueto.
Remati matriculou-se na Ohio State University em 2022, competindo pela equipe de nado sincronizado e ganhando campeonatos nacionais consecutivos enquanto era uma All-American . Em 2023, ela competiu nos eventos de dueto e equipe nos Jogos Pan-Americanos de 2023 e ganhou duas medalhas de prata. Nos Jogos Olímpicos de Verão de 2024, em Paris, conquistou a medalha de prata na competição por equipes na natação artística, ao lado de Anita Alvarez, Jaime Czarkowski, Megumi Field, Keana Hunter, Audrey Kwon, Jacklyn Luu e Daniella Ramirez.